# Gmina Wieluń
Die Gmina Wieluń [ˈvʲɛluɲ] ist eine Stadt-und-Land-Gemeinde in der Woiwodschaft Łódź in Polen. Sitz der Gemeinde und des Powiat Wieluń ist die gleichnamige Stadt (deutsch Welun) mit fast 23.000 Einwohnern.

## Geographie
Das Karstgebiet Wyżyna Wieluńska gehört zum Gebiet der Gemeinde.

## Geschichte
Die Stadt Wieluń wurde bekannt durch die umfassenden Zerstörungen mit 1200 zivilen Opfern durch deutsche Sturzkampfbomber zu Beginn des Zweiten Weltkrieges.

## Gliederung
Die Stadt-und-Land-Gemeinde (gmina miejsko-wiejska) Wieluń besteht aus der namensgebenden Stadt und 20 Dörfern mit Schulzenamt (sołectwo). In der Zeit der deutschen Besatzung erhielten die Dörfer deutsche Namen:
| Bieniądzice Borowiec Dąbrowa (1943–1945 Eichenbrück) Gaszyn (1943–1945 Gaschen) Jodłowiec Kadłub (1943–1945 Rumpfeck) Kurów (1943–1945 Kurfeld) | Małyszyn Masłowice (1943–1945 Mooswiese) Niedzielsko (1943–1945 Meinhardsdorf) Nowy Świat (1943–1945 Neuewelt) Olewin (1943–1945 Olafhof) Ruda (1943–1945 Erzhübel) Rychłowice (1943–1945 Reichenwiese) | Sieniec Srebrnica Starzenice (1943–1945 Altweide) Turów (1943–1945 Urbach) Urbanice Widoradz |

Weitere Ortschaften der Gemeinde sind:
| Berlinek Błonie Bugaj Chodaki Chrusty Grodzisko Gryfówek Józefów Karbanów Kazimierz Kijak | Klusiny Kolonia Dąbrowska Krajków Krzyżówka Ludwina Łęg Małyszynek Mokrosze (1943–1945 Mockersfeld) Murowaniec Osice Piaski | Podszubienice Porąbki Pustkowie Śliwa Widoradz Dolny Widoradz Górny Wydmuchowie Zwiechy Źródła |

## Partnergemeinden und Städtefreundschaft
- Adelebsen, Deutschland
- Osterburg, Deutschland[3]
- Ochtrup, Deutschland[4]